# Ludvig Norman
Fredrik Wilhelm Ludvig Norman, född 28 augusti 1831 i Sankt Nikolai församling, Stockholms stad, död 28 mars 1885 i Hovförsamlingen, Stockholms stad, var en svensk tonsättare, musiklärare och musikskribent.

## Biografi
Ludvig Norman var son till bokhandlaren Johan Norman, som avled 1840 i Gamla Stan i Stockholm. Efter skolgång vid Nya elementarskolan bedrev han musikstudier i Stockholm först för Wilhelmina Josephson och sedan för pianisterna Theodor Stein och Johan van Boom samt för tonsättaren Adolf Fredrik Lindblad. Därefter åkte han till Sachsen och studerade kontrapunkt för Moritz Hauptmann, pianospel för Ignaz Moscheles och komposition för Julius Rietz vid musikkonservatoriet i Leipzig 1848–1850. Åren 1850–1852 bedrev han privatstudier för Hauptmann och Rietz. Under tiden i Tyskland uppmärksammades han av Robert Schumann. Norman återvände till Stockholm 1852 med planer på att förbättra huvudstadens musikliv. Han samarbetade i tidskrifter med Albert Rubenson och Frans Hedberg.  I mitten av 1850-talet etablerade han sig som pianopedagog i Stockholm och var lärare vid Musikaliska Akademien 1858–1861, 1868–1870, 1872–1875 och 1880–1882. 1 juli 1861 blev han tillförordnad och ett år senare ordinarie hovkapellmästare samt förste hovkapellmästare från 1 juli 1872.
Som lärare, skribent och pianist inledde han en period av etablering, som kröntes av tjänsten vid Musikaliska Akademiens musikkonservatorium 1858, där han undervisade bland andra Valborg Aulin och Helena Munktell i komposition,  och som hovkapellmästare vid 30 års ålder. Från 1879 ledde han enbart  Kungliga Teaterns symfoniorkestrar och uppförde många svenska verk, som operorna Frondörerna, Estrella de Soria, Blenda samt Franz Berwalds och Oscar Byströms symfonier.
Från 1860 reoganiserade han även tillsammans med Julius Günther Harmoniska Sällskapet under namnet Nya harmoniska sällskapet och blev också dess dirigent. 1880 grundade han tillsammans med Vilhelm Svedbom Musikföreningen i Stockholm.
Som ledare för Musikaliska konstföreningen bedrev Ludvig Norman propaganda för den på 1860- och 70-talet motarbetade tonsättarkollegan Franz Berwald. 1864 gifte han sig med violinisten Wilma Neruda och blev far till alpinisten Ludvig Norman-Neruda; makarna skildes 1869.
Norman hade klen hälsa. Hans bipolära sjukdom förmodas ha resulterat i skilsmässan från hustrun och reumatism åsamkade honom stort fysiskt lidande. Tomas Löndahl har i artikeln Makten att begära och tvånget att försaka framkastat att Norman skulle ha lidit av Tourettes syndrom.
Norman tillhörde svenskt musiklivs viktigaste gestalter i Sverige under 1800-talets senare hälft. Han betydde mycket för moderniseringen av konsertrepertoaren och introduktionen av nya verk i konsert- och operaverksamheten. Stödet för svenska tonsättare som Per August Ölander, Valborg Aulin och Franz Berwald kan här särskilt nämnas.
Ludvig Norman är begravd på Norra begravningsplatsen utanför Stockholm.

## Verkförteckning

### Verk för orkester
- Konsertuvertyr Ess-dur opus 21, 1856
- Symfoni nr 1 F-dur opus 22, 1857
- Symfoni nr 2 Ess-dur opus 40, 1871
- Sorgmarsch b-moll opus 46, 1876 (skriven för August Södermans begravning.)
- Konsertstycke för piano och orkester opus 54, rev. 1880
- Symfoni nr 3 d-moll opus 58, 1881
- Uvertyr till Shakespeares skådespel Antonius och Kleopatra, opus 57, 1881
- Uvertyr över fosterländska motiv till Kongl Operans sekularfest, 1882

### Kammarmusik
- Violinsonat d-moll opus 3 1848
- Stråkkvartett nr 1 Ess-dur, 1848
- Pianotrio nr 1 D-dur opus 4, 1849
- Fünf Tonbilder im Zusammanhange opus 6 (violin och piano), 1851
- Stråksextett A-dur opus 18, 1854
- Stråkkvartett nr 2 E-dur opus 20, 1855
- Pianokvartett e-moll opus 10, 1855–57
- Stråkkvartett nr 3 d-moll opus 24, 1858
- Tio karaktärstycken opus 27, 1863–83 (violin och piano)
- Cellosonat D-dur opus 28, 1867
- Stråkoktett C-dur opus 30, 1866–67
- Sextett för piano, stråkkvartett och kontrabas a-moll, 1868–69, rev. 1873
- Violasonat g-moll opus 32, 1869
- Stråkkvintett c-moll opus 35, 1870
- Pianotrio nr 2 h-moll, 1871–72
- Stråkkvartett nr 4 C-dur opus 42, mellan 1871 och 1883
- Stråkkvartett nr 5 a-moll opus 65, 1884

### Pianoverk
- Två karaktärsstycken, opus 1. Utgiven 1850.[7]

1. Allegro commodo
2. Der Sonntagsritt

- Fyra karaktärsstycken, opus 2. Tillägnad Aurore Öberg. Utgiven 1851.[8]

1. Con moto
2. Andante cantabile
3. Vivace con fuoco
4. Andante sostenuto

- Zwei Klavierstücke (Leipzig), 1852

- Fantasistycken, opus 5. Tillägnad Ivar Hallström. Utgiven 1852.[9]

1. Allegro moderato
2. Andantino
3. Canon
4. Allegro molto quasi presto

- Capriccio över två svenska folkvisor, opus 8. Utgiven 1857.[10]

- Fyra klaverstycken, opus 9. Utgiven 1856.[11]

- Albumblad , opus 11. Utgiven 1857.[12]

1. Preludium
2. Menuett
3. Idyll
4. Elegi
5. Folkdans
6. Impromptu
7. Marsch

- Nya albumblad opus 14, 1850–72
- Barnens dansar och lekar opus 47, omkr. 1878
- Livets åldrar opus 51, 1878
- Kontraster opus 61, 1880–84
- Tre albumblad opus 64, 1883

### Körverk (urval)
- Sju sånger för blandad kör a cappella opus 15, 1851
- Sånger för mansröster opus 23
- Rosa rorans bonitatem opus 45, kantat för mezzosopran, kör och stråkar, 1876
- Motett op 50 (Johan Olof Wallin), 1878
- Det guddommelige lys
- Humleplockningen opus 63, kantat, soli, kör, orkester. Text ur Karl Alfred Melins dikt, 1884
  - Kung Hakes död
  - Adils gästabud
- Fem sånger för blandad kör opus 66, 1884–85

### Röst(er) och piano
- Åtta smärre sånger opus 13, 1850–51
- Duetter opus 17, 1851–72
- Sånger opus 23
  - 1. Stille Sicherheit (Nikolaus Lenau)
- Waldlieder op 31, (Wolfgang Müller von Königswinter) 1867
  - 1. Im grünen Wald, im grünen Wald
  - 2. Was rauschet über mir in trüber Luft?
  - 3. Die Heide ist braun
  - 4. Mir war das Herz so wund und krank
  - 5. Wieder grünen diese Tale
  - 6. Es streckt der Wald die Zweige so grün
- Sånger och visor opus 37
  - 2. Själens frid (Zacharias Topelius)
  - 3. Blomstring (Johan Sebastian Welhaven)
- Tolv sånger (Carl David af Wirsén) opus 49, 1877–78
  - 1. Hvad du liknar
  - 2. Månestrålar
  - 3. Aftonklockan
  - 4  Ögonkast
  - 5. Böcker och kärlek
  - 6. Ungt mod
  - 7. Den döda
  - 8. Mitt tycke
  - 9. Den ångrande
  - 10. Återvunnet hopp
  - 11. Höst
  - 12. Ännu (Till en sångare)
- Sånger (Carl David af Wirsén) opus 55, 1880
  - 1. Sången
  - 2. Pagens visa
  - 3. Från sol och stjärnor
  - 4. Kom!
  - 5. Längtan till landet
  - 6. Varför tvista?
  - 7. Ahasverus
  - 8. Skogvaktarens dotter

### Fotnoter
1. ↑  Norra begravningsplatsen.se, läs online, läst: 6 maj 2017.[källa från Wikidata]
2. ↑  Sten nr 513 – Ludvig Norman, Norra begravningsplatsen.se, läs online, läst: 6 maj 2017.[källa från Wikidata]
3. ↑  Norman, FREDRIK VILHELM LUDVIG, Svenskagravar.se, läs online, läst: 6 maj 2017.[källa från Wikidata]
4. ↑  Sveriges dödbok 1815–2022, nionde utgåvan, Sveriges Släktforskarförbund, december 2023, Norman, Fredrik Wilhelm Ludvig
(1831-08-28)
DB, HFL (sida: 166)?
5. ↑  Löndahl, Tomas (2003). ”Makten att begära och tvånget att försaka: Tourettesyndromets betydelse för Ludvig Normans liv och verk”. Svensk tidskrift för musikforskning 2003(85),:  sid. 45-57. ISSN 0081-9816. ISSN 0081-9816 ISSN 0081-9816. Libris 10507389
6. ↑  SvenskaGravar
7. ↑  Norman, Ludvig (1850). Två karakterstycken, op. 1, kompositioner för pianoforte två händer. Stockholm: Julius Bagge. Libris 11601435
8. ↑  Norman, Ludvig (1851). Fyra karakterstycken, op. 2, kompositioner för pianoforte två händer. Stockholm: Julius Bagge. Libris 17225425
9. ↑  Norman, Ludvig (1852). Fantasistycken för pianoforte, op. 5. Stockholm: Abraham Hirsch. Libris 17221279
10. ↑  Norman, Ludvig (1857). Capriccio öfver två svenska folkvisor, op. 8, kompositioner för pianoforte två händer. Stockholm: Julius Bagge. Libris 17226087
11. ↑  Norman, Ludvig (1856). Vier Clavierstücke, op. 9. Leipzig: Bartholf Senff. Libris 11601876
12. ↑  Norman, Ludvig (1857). Albumblad, små tondikter för piano, op. 11. Stockholm: Abraham Hirsch. Libris 17221450